# Новоукраинка (Криничанский район)
Новоукра́инка (укр. Новоукраїнка) — село, Светлогорский сельский совет, Криничанский район, Днепропетровская область, Украина.
Население по данным 1990 года составляло 40 человек.
Село ликвидировано в 1992 году .
Село находилось на расстоянии в 1,5 км от сёл Егоровка и Владимировка.